# Franz Heiduk
Franz Heiduk (* 12. Juni 1925 in Breslau, Provinz Niederschlesien; † 8. Januar 2023 in Würzburg) war ein deutscher Gymnasiallehrer, der als Biograf, Lexikograf und Herausgeber tätig war.

## Leben
Franz Heiduk begann das Ingenieurstudium an der Staatsbauschule in Breslau. Nach drei Semestern wurde er 1942 zum Militärdienst in Neisse verpflichtet. In Neisse lernte er das Eichendorff-Haus kennen und wurde Mitglied der Eichendorff-Stiftung. Im Juli 1944 wurde er an die Ostfront abkommandiert, verwundet und kam in sowjetische Kriegsgefangenschaft. Dort wurde er zum Einsatz in den Asbestwerken zwangsverpflichtet. 1949 wurde er aus der Kriegsgefangenschaft nach Westdeutschland entlassen. In der Oberpfalz unterstützte er seinen Vater beim Wiederaufbau seines Baugeschäfts.
Er holte das Abitur nach und begann 1956 das Studium an der Universität Erlangen, das er 1957 an der Universität Frankfurt bei Walter Schlesinger fortsetzte, bei dem er das quellenzentrierte wissenschaftliche Arbeiten erlernte. Er legte beide Staatsexamina ab, entschied sich im Jahr 1965 für das Lehramt in Deutsch, Geschichte und Sozialkunde und unterrichtete an einem Gymnasium in Frankfurt.
1966 wechselte er in den bayerischen Schuldienst nach Würzburg und engagierte sich bei dem von Karl Schodrok geleiteten Kulturwerk Schlesien. Er widmete sich der germanistischen Barockforschung, besonders der Galanten Poesie und wurde im Jahr 1970 beim Paul Stöcklein in Frankfurt mit einer Dissertation über Galante Gedichte zum Dr. phil. promoviert. Anschließend veröffentlichte er im Jahr 1971 beim A. Francke Verlag in Bern die Monografie Die Dichter der galanten Lyrik. Studien zur Neukirchschen Sammlung über die Dichtung Benjamin Neukirchs. Ab Beginn der 1970er Jahre bis Ende 1975 war Franz Heiduk alleiniger Herausgeber des Almanachs Aurora – Jahrbuch der Eichendorff-Gesellschaft. Danach verfasste er mehrere Abhandlungen und Aufsätze. Ab dem Jahr 1975 wirkte Franz Heiduk als Studienrat im Hochschuldienst am Institut für Politische Wissenschaften an der Universität Würzburg.
Franz Heiduk veröffentlichte als Herausgeber erstmals im Jahr 1978 beim A. Francke Verlag die Lyrik von Erdmann Neumeister. In den Jahren von 1984 bis 1993 gab er die Gesammelte Werke in drei Bänden mit der Dichtung von Christian Hofmann von Hofmannswaldau beim Georg Olms Verlag heraus. Die Tagebücher von Joseph von Eichendorff gab er 2006 mit Ursula Regener als Band XI der Historisch-kritischen Ausgabe (HKA) heraus.
In den Jahren 1990 bis 2000 verfasste Franz Heiduk das dreibändige Standardwerk Oberschlesisches Literatur-Lexikon. Biographisch-bibliographisches Handbuch, das im Palatina-Verlag veröffentlicht wurde.

## Schriften (Auswahl)
- Die Dichter der galanten Lyrik. Studien zur Neukirchschen Sammlung (= Bibliothek des Börsenvereins des Deutschen Buchhandels e. V.). A. Francke Verlag, Bern 1971, ISBN 3-7720-0931-X (Druckfassung der Dissertation).
- mit Wolfgang Kessler: Der Wächter und Eichendorff-Kalender. Gesamt-Inhaltsverzeichnis. Jan Thorbecke Verlag, Sigmaringen 1985, ISBN 3-7995-1804-5.
- Oberschlesisches Literatur-Lexikon. Biographisch-bibliographisches Handbuch. Palatina-Verlag, Heidelberg, ISBN 3-7861-1609-1. (Dreiteiliges Werk):
  - Teil 1: A–H: 1990, ISBN 3-7861-1604-0.
  - Teil 2: I–P: 1993, ISBN 3-7861-1696-2.
  - Teil 3: Q–Z (mit Berichtigungen, Ergänzungen und Nachträgen zu Band 1 und 2): 2000, ISBN 3-932608-61-5.

Herausgeberschaften
- Aurora. Jahrbuch der Eichendorff-Gesellschaft.
- Dietmar Stutzer: Die Güter der Herren von Eichendorff in Oberschlesien und Mähren. Eichendorff-Gesellschaft 1974 → Neuauflage: Jan Thorbecke Verlag, Ostfildern 1997, ISBN 978-3-7995-1801-7.
- Erdmann Neumeister: De Poetis Germanicis hujus seculi. A. Francke Verlag, Bern 1978, ISBN 978-3-7720-1324-9.
- Schlesischer Barock. Literatur, Geschichte, Kunst. Stiftung Kulturwerk Schlesien 1979.
- Wolfgang Frühwald: Joseph von Eichendorff. Leben und Werk in Texten und Bildern. Insel Verlag, Berlin 1988, ISBN 978-3-458-32764-6.
- Christian Hofmann von Hofmannswaldau: Gesammelte Werke. (Dreiteiliges Werk):
  - Band 1, Teil 1: Deutsche Übersetzungen und Getichte. Olms, Hildesheim 1984, ISBN 3-487-07445-1.
  - Band 1, Teil 2: Deutsche Übersetzungen und Getichte. Olms, Hildesheim 1984, ISBN 3-487-07446-X.
  - Band 2. Curriculum studiorum und andere gedruckte Werke. Olms, Hildesheim 1993, ISBN 3-487-09376-6.
- Augustin Weltzel: Geschichte des edlen und freiherrlichen Geschlechts von Eichendorff (= Aurora-Buchreihe. Band 7). Jan Thorbecke Verlag, Sigmaringen 1992, ISBN 3-7995-2030-9.
- Fritz Posch: Carmina Sowjetica. E. Posch, Graz 1996, DNB 949890472
- mit Ursula Regener: Joseph von Eichendorff: Historisch-kritische Ausgabe (HKA). Band XI/1 Tagebücher. und Band XI/2 Kommentar. Verlag Walter de Gruyter, Berlin 2006, ISBN 978-3-484-15537-4.

Aufsätze
- Franz Heiduk: Hölmann, Christian. In: Neue Deutsche Biographie (NDB). Band 9, Duncker & Humblot, Berlin 1972, ISBN 3-428-00190-7, S. 333 (Digitalisat).
- Franz Heiduk: Neukirch, Benjamin. In: Neue Deutsche Biographie (NDB). Band 19, Duncker & Humblot, Berlin 1999, ISBN 3-428-00200-8, S. 130 f. (Digitalisat).
- Das Geschlecht der Hoffmann von Hoffmannswaldau. In: Schlesien 13 (1968), S. 36–39.
- Hans-Egon Hass †. Nekrolog. In: Aurora 29 (1969), S. 112.
- Wolf von Niebelschütz und Eichendorff. In: Aurora 30 (1970/71), S. 149f.
- Das Geburtsdatum Christian Hoffmann von Hoffmannswaldau. In: Schlesische Studien. Verlag Delp, München 1970, ISBN 3-7689-0063-0, S. 118f.
- Jesaias Rompler von Löwenhalt. Neue Daten zu Leben und Werk. In: Daphnis 2 (1973), S. 202–204.
- Augustinus Iskra Silesius. Neue Daten zu Leben und Werk eines wenig bekannten Opitz-Verehrers. In: Daphnis 4 (1975), S. 187–189.
- mit Karl Schodrok: Lubowitz (Łubowice, Kr. Ratibor). In: Hugo Weczerka (Hrsg.): Handbuch der historischen Stätten. Schlesien (= Kröners Taschenausgabe. Band 316). Kröner, Stuttgart 1977, ISBN 3-520-31601-3, S. 304–305.
- Gerhart Baron †. Nekrolog. In: Schlesien 2 (1978), S. 125–128.
- Georg Greflinger. Neue Daten zu Leben und Werk. In: Daphnis 9 (1980), S. 191–207.
- Die Wachsportäts der Familie von Eichendorff aus dem Jahre 1880. In: Aurora 48 (1980), S. 168–171.
- Bonaventuras „Nachtwachen“. Erste Bemerkungen zum Ort der Handlung und zur Frage nach dem Verfasser. In: Aurora (1982), S. 143–165.
- Anna Bönisch †. Nachruf. In: Nachrichten-Blatt der Eichendorff-Gesellschaft 9 (1983), S. 17–19.
- Zur Selbstbiographie Rudolf von Eichendorffs. In: Aurora 44 (1984), S. 153–158.
- Eichendorffs Besuch bei der Familie Heinke in Jauernick. In: Nachrichten-Blatt der Eichendorff-Gesellschaft 12 (1986), S. 12–17.
- Eichendorff und Theodor Opitz. In: Aurora 50 (1990), S. 165–176.
- Scheffler, Johannes. In: Deutsches Literatur-Lexikon. Biographisch-bibliographisches Handbuch. Begründet von Wilhelm Kosch, herausgegeben von Heinz Rupp und Carl Ludwig Lang. 14. Band: Salzmesser – Schilling. 3. Auflage. de Gruyter, Berlin 1992, ISBN 3-317-01649-3, S. 349–359.
- Erich Hubala † 1994. Nachruf. In: Schlesischer Kulturspiegel 29 (1994), S. 9.
- Wilhelm und Joseph von Eichendorff als Schüler, Studenten und Konviktoren in Breslau (1801–1805). In: Schlesien 39 (1994), S. 193–201.
- Dibelius, Franz (1881–1916). In: Konrad Feilchenfeldt (Hrsg.): Deutsches Literaturlexikon. Das 20. Jahrhundert. Band 6. K. G. Saur Verlag, München 2004, ISBN 3-908255-06-6, S. 162.
- Die Freiherren Joseph und Wilhelm von Eichendorff und die Übernahme ihres Erbes in Mähren. Leh(e)n-Sedlnitz. In: Aurora 65 (2005), S. 201–206.
- Ein Denkmal sollte nicht erfunden werden. Die Ruine in Lubowitz ist die des Herzoglich Ratiborschen Schlosses, nicht die von Eichendorffs Geburtshaus. In: Deutsche Kultur im östlichen Europa – OKR vom 31. März 2008. Digitalisat
- Maria Eleonora von Kloch, geb. von Hayn. Zu ihrer Familie und ihrer Herkunft. In: Zeitschrift für Ostdeutsche Familiengeschichte. Band 59, Heft 4 (2011), S. 241–249.